# Apriona rixator
Apriona rixator är en skalbaggsart som först beskrevs av Newman 1842.  Apriona rixator ingår i släktet Apriona och familjen långhorningar.
Artens utbredningsområde är Filippinerna. Inga underarter finns listade i Catalogue of Life.